# Pongo tapanuliensis
L'orango di Tapanuli  (Pongo tapanuliensis Nurcahyo, Meijaard, Nowak, Fredriksson & Groves, 2017) è una specie di orango diffusa nell'isola di Sumatra.

## Descrizione
Gli oranghi Tapanuli assomigliano agli oranghi di Sumatra più degli oranghi del Borneo per corporatura e colore della pelliccia. Tuttavia, hanno capelli più crespi, teste più piccole e facce più piatte e larghe. Gli oranghi Tapanuli maschi dominanti hanno baffi prominenti e grandi guanciali piatti, noti come flange, ricoperti di pelo lanuginoso. L'orangutan Tapanuli differisce dalle altre due specie di orangutan esistenti in diverse caratteristiche specifiche: 
- i loro canini superiori sono più grandi;
- hanno una profondità della faccia inferiore;
- il loro tubo faringotimpanico è più corto;
- hanno un'articolazione mandibolare più corta;
- hanno una fila di incisivi mascellari più stretta;
- la distanza attraverso il palato ai primi molari è più stretta;
- c'è una lunghezza orizzontale minore tra la sinfisi mandibolare;
- hanno un toro inferiore più piccolo;
- e hanno la larghezza del ramo ascendente situato nella mandibola.

Come con altre due specie di orangutan, i maschi sono più grandi delle femmine; i maschi sono alti 137 cm (54 pollici) e pesano 70–90 kg (150–200 libbre), le femmine sono alte 110 cm (43 pollici) e pesano 40–50 kg (88–110 libbre).  Confrontando l'orangutan Tapanuli con il Pongo abelii , l'orangutan Tapanuli ha una fossa suborbitale più profonda, un'apertura piriforme triangolare e un profilo facciale più angolato.

## Biologia
Il forte richiamo a lunga distanza o "lungo richiamo" degli oranghi maschi di Tapanuli ha una frequenza massima più alta di quella degli oranghi di Sumatra, dura molto più a lungo e ha più impulsi di quello degli oranghi del Borneo. Si pensa che gli oranghi Tapanuli siano esclusivamente arboricoli poiché gli scienziati non li hanno visti scendere a terra in oltre 3.000 ore di osservazione. Ciò è probabilmente dovuto alla presenza delle tigri di Sumatra nell'area. Gli altri loro principali predatori sono i leopardi nebulosi, Cuon di Sumatra e coccodrilli. Gli oranghi tapanuli hanno tassi di riproduzione lenti che causano un problema nell'aumento della popolazione..
La dieta di questa specie è unica, in quanto include anche bruchi e coni di conifere.

## Distribuzione e habitat
Gli orangutan tapanuli vivono nelle foreste di latifoglie umide tropicali e subtropicali situate a sud del lago Toba a Sumatra. La totalità della specie si trova in un'area di circa 1.000 km 2 (390 miglia quadrate) ad altitudini da 300 a 1.300 m (da 980 a 4.300 piedi). Gli oranghi di Tapanuli sono separati dalle altre specie di oranghi dell'isola, l'orango di Sumatra, da soli 100 km (62 mi)..

## Conservazione
La IUCN considera la specie come in pericolo critico.
L'orango di Tapanuli, con solo 800 individui in natura, ha la popolazione più bassa tra tutte le grandi scimmie. È elencato come in pericolo critico dall'Unione internazionale per la conservazione della natura (IUCN) a causa della caccia , del conflitto con gli esseri umani , del commercio illegale di animali selvatici , della distruzione dilagante dell'habitat per l'agricoltura su piccola scala , dell'estrazione mineraria e di una proposta diga idroelettrica , il Batang Progetto idroelettrico Toru, nell'area con la più alta densità di oranghi, che potrebbe avere un impatto fino al 10% del suo habitat già in diminuzione e degradare importanti corridoi della fauna selvatica . I conservazionisti prevedono un calo dell'83% in tre generazioni (75 anni) se le misure e le pratiche di conservazione necessarie non vengono attuate. La depressione da consanguineità è probabilmente dovuta alle dimensioni ridotte della popolazione e alla gamma frammentata. Ciò è supportato dai genomi dei due individui di orango Tapanuli, che mostrano segni di consanguineità..